# حزب الاتحاد الدستوري (المغرب)
الاتحاد الدستوري هو حزب سياسي مغربي ليبرالي أسسه رئيس الوزراء السابق المعطي بوعبيد سنة 1983 أثناء التحضير لانتخابات 1984، وقد ترأسه بعد ذلك جلال السعيد، ثم عبد اللطيف السملالي وأصبحت رئاسته دورية ويرأسه منذ 2022 محمد جودار، دخل حكومة سعد الدين العثماني بعدما قضى 20 سنة في المعارضة. يتمتع الحزب بتاريخ من التعاون مع حزبين آخرين ذوي التوجه الليبرالي، التجمع الوطني للأحرار والحركة الشعبية، منذ عام 1993.

## التاريخ
تأسس سنة 1983 في وقت كان يشهد المغرب فيه احتقانا اجتماعياً ووضعاً اقتصادياً خانقاً وحالة من التوتر السياسي على خلفية التصعيد بين بعض مكونات المعارضة والسلطة. ففي مطلع الثمانينيات شهد المغرب إضراباً عاماً احتجاجا على زيادة أثمنة المواد الغذائية الأساسية، وقوبل بحملة أمنية شرسة طالت بعض القيادات في الاتحاد الاشتراكي للقوات الشعبية وذراعه النقابي. ووسط ذلك التوتر أنشأ المعطي بوعبيد - الذي كان في الماضي من قادة الاتحاد الوطني للقوات الشعبية - حزب الاتحاد الدستوري. واعتبره مراقبون حزباً مخزنياً يهدف لإحداث توازن في مواجهة أحزاب المعارضة في إطار الترتيبات للانتخابات التشريعية لسنة 1984.
في عام 1998 وجد نفسه في دائرة المعارضة بعد أن دخلت البلاد تجربة التناوب التوافقي (حكومة التناوب) حين قبلت أحزب معارضة سابقة المشاركة في حكومة شكلها عبد الرحمان اليوسفي.

## في الانتخابات
حقق الحزب نجاحًا كبيرًا في الانتخابات التشريعية المغربية 1984، وشارك منذ تأسيسه في الحكومات المتعاقبة حتى سنة 1998.
- في عام 2007 حصل على 27 مقعد من أصل 325.[1]
- في عام 2011 حصل على 23 مقعد من أصل 325.

| مجلس النواب   |                    |                   |                        |      |               |
| Election year | # of overall votes | % of overall vote | # of overall seats won | +/–  | Leader        |
| 1984          | 1,101,502 (#1)     | 24.8              | 82 / 301               | –    | المعطي بوعبيد |
| 1993          | 769,149 (#3)       | 12.8              | 54 / 333               | ▼ 29 | المعطي بوعبيد |
| 1997          | 647,746 (#5)       | 10.2              | 50 / 325               | ▼ 4  | المعطي بوعبيد |
| 2002          | ? (#7)             | 4.9               | 16 / 325               | ▼ 34 | محمد الأبيض   |
| 2007          | 335,116 (#6)       | 7.3               | 27 / 325               | ▲ 11 | محمد الأبيض   |
| 2011          | 275,137 (#7)       | 5.8               | 23 / 395               | ▼ 4  | محمد الأبيض   |
| 2016          | (#7)               |                   | 19 / 395               | ▼ 4  | محمد ساجد     |
| 2021          | (#7)               |                   | 18 / 395               | ▼ 1  | محمد ساجد     |

## أيديولوجية الحزب
يُصنَّف حزب الاتحاد الدستوري ضمن التيارات الملكية المحافظة الليبرالية، حيث يجمع بين الولاء القوي للمؤسسة الملكية والتشبث بالاستقرار السياسي من جهة، وبين تبني نهج اقتصادي ليبرالي من جهة أخرى. أيديولوجيته تستند إلى الحفاظ على النظام الملكي باعتباره ركيزة الاستقرار السياسي والاجتماعي، مع تعزيز الحريات الاقتصادية وتشجيع القطاع الخاص كقوة دافعة للتنمية. ورغم انفتاحه على بعض المظاهر الديمقراطية، فإنه يتبنى رؤية محافظة تُوازن بين الإصلاح التدريجي واحترام التقاليد السياسية الراسخة، مما يجعله أقرب إلى الأحزاب التي تؤمن بالإصلاح من داخل النظام دون تبني تغييرات جذرية قد تهدد بنية الدولة.
انعكست هذه الأيديولوجية في تاريخ الحزب من خلال دعمه للخيارات الاقتصادية النيوليبرالية التي تعزز الخصخصة والاستثمار الأجنبي، خاصة في فترة الثمانينيات والتسعينيات حيث كان من الداعمين الرئيسيين لسياسات التقويم الهيكلي. سياسيًا، ظل الحزب ضمن الدائرة القريبة من السلطة، ما منحه دورًا مؤثرًا في الحكومات المتعاقبة، لكنه في المقابل جعله أقل قدرة على تمثيل خطاب معارض قوي أو طرح بدائل راديكالية. هذا التوجه جعل الحزب في العقود الأخيرة يعاني من فقدان قاعدة جماهيرية واسعة، إذ أصبح يُنظر إليه على أنه حزب تكنوقراطي يدافع عن المصالح الاقتصادية للنخب أكثر من كونه حاملًا لمشروع سياسي متميز عن بقية الأحزاب القريبة من السلطة.

## وصلات خارجية
- الموقع الرسمي